# Червоная Поляна (Винницкая область)
Червоная Поляна (укр. Червона Поляна) — посёлок, входит в Студенянской сельской общине Винницкой области Украины.
Население по переписи 2001 года составляло 194 человека. Почтовый индекс — 24715. Телефонный код — 4349. Занимает площадь 0,796 км². Код КОАТУУ — 523283006.